# Tipulamima seyrigi
Tipulamima seyrigi là một loài bướm đêm thuộc họ Sesiidae. Nó được biết đến ở Madagascar.